# Anepsion wichmanni
Anepsion wichmanni är en spindelart som först beskrevs av Kulczynski 1911.  Anepsion wichmanni ingår i släktet Anepsion och familjen hjulspindlar. Inga underarter finns listade i Catalogue of Life.